# Терзиман, Александру
Алекса́ндру Терзима́н (рум. Alexandru Terziman и Al. Terziman, настоящее имя в румынский период Ицик Альтерзон, в советское время Исаак Яковлевич Альтерзон; 14 (28) ноября 1894, Стэнишешти, Текуч, уезда Галац, Румыния — 23 февраля 1943, Шевченко, Тайшетский район, Иркутская область, СССР) — румынский и молдавский (бессарабский) журналист, редактор, литератор и переводчик.

## Биография
Александру Терзиман (Ицик Альтерзон) родился в селе Стэнишешти близ города Текуч в бедной еврейской семье. Его отец, Яков Альтерзон, — был мелким коммерсантом в Яссах; мать, Фрида Альтерзон, — домохозяйкой.
С 1911 года работал приказчиком в мануфактурной лавке в Поду Туркулуй, затем в Бакэу и одновременно окончил гимназию там же. В 1915 году переехал в Бухарест. Дебютировал стихотворениями в издании для детей и юношества «Revista copiilor şi a tinerimii» в 1914 году; публиковал стихи, очерки и рассказы в различных периодических изданиях. 19 сентября 1916 года призван в действующую румынскую армию, служил в составе расположившегося на границе с Болгарией 40-го пехотного полка. В 1917 году участвовал в боевых действиях против немцев в Добрудже и под Бухарестом. В 1918 году был ранен, направлен в военный госпиталь, после лечения в апреле того же года демобилизован и награждён за боевые заслуги.
В 1918—1920 годах работал ответственным секретарём редакции газеты «Chemarea», которую издавал в Бухаресте Н. Д. Коча (англ.). В 1920 году был направлен корреспондентом в недавно присоединённую к Румынии Бессарабию и насовсем поселился в Кишинёве.
Был кишинёвским корреспондентом газет «Adevărul», «Dimineaţa», «Lupta» и журнала «Flacăra». В 1921 году стал редактором детского журнала «Almanahul Bibliotecii Copiilor şi a Tinerimei» (Альманах детской и юношеской библиотеки), переводил на румынский язык произведения мировой литературы. В 1921 году участвовал в коллективном сборнике «Renaşterea Moldovei» (Кишинёв: Luceafărul, 1921).
С 1924 года — постоянный корреспондент по Бессарабии центральных бухарестских газет «Adevărul» и «Dimineaţa», позже «A.B.C.» (1934—1935) и «Zorile» (1935—1936). Публиковался в центральной и местной периодической печати — «Moldova de la Nistru» (1920—1930), «Renaşterea Moldovei» (1920—1921), «Scena», «Sburătorul», «Luceafărul», «Gândirea», «Rampa», «Ploieştiul literar», «Dreptatea», «Adam» и ряде других изданий.
В 1931—1933 годах редактировал газету «Izbânda», орган Национальной крестьянской партии (Partidul Naţional-Ţărănesc). С января 1932 года на протяжении двух лет Ал. Терзиман был редактором главного периодического издания Бессарабии на румынском языке журнала «Viaţa Basarabiei» (Бессарабская жизнь), основанного Пантелеймоном Халиппой. Публиковался в этом журнале на протяжении 1930-х годов вплоть до его перевода в Бухарест с присоединением Бессарабии к СССР в 1940 году. Помимо публицистических материалов на политические и общественные темы, публиковал стихи для детей, прозаические произведения, литературную эссеистику, рецензии, переводы поэзии и прозы с нескольких иностранных языков. Вёл различные рубрики под псевдонимами Al. T., Al. Tălmăceşte din Neau, I. Miller, R. Togore. Выступал за румынизацию бессарабского диалекта румынского (молдавского) языка. Публицистическая деятельность Ал. Терзимана подвергалась цензуре Сигуранцей и привела к нескольким арестам и денежным штрафам в 1923, 1928 и 1931 годах. В 1933 году он был вновь осуждён за незаконное использование литературного псевдонима.
Первый сборник стихов Ал. Терзимана «Stele sub nori» вышел в 1927 году. В 1934 году совместно с П. Криханом издал книгу рассказов и стихотворений для детей «Cartea noastră» (Наша книга). В стихотворном творчестве тяготел к символизму. Ал. Терзиман среди прочих перевёл на румынский язык произведения Н. Ленау, Р. М. Рильке, Хьюго Цукермана, А. С. Пушкина, М. Ю. Лермонтова, А. И. Куприна, А. П. Чехова, Р. Тагора, Ф. Мольнара, Фрэнка Крэйна (Frank Crane, 1861—1928), Б. Бьёрнсона, А. Стриндберга, и с идиша — Шимена Фруга, Довида Пинского, Мордхе Спектора (1858—1925), И.-Л. Переца, Аврома Рейзена; отдельными изданиями вышли книги Г. Манна, Ф. Ведекинда, Г. Г. Эверса, Аврома Рейзена и Рабиндраната Тагора.
После прихода к власти правительства О. Гоги и принятия первых антисемитских законов Ал. Терзиман был уволен из редакции и снят с должности корреспондента центральных газет. В 1938 году подписал коллективное письмо в бухарестскую газету «Universul» с протестом против запрета на публикацию в периодических изданиях страны журналистов-евреев. В 1937—1940 годах работал в частном кишинёвском книжном издательстве «Arpid», для которого с И. Калугиным издавал ежегодник «Anuarul Chişinăului pe anul …»; готовил рекламные материалы для бухарестского издательства «Rudolf Mosse». После присоединения Бессарабии к СССР в 1940 году сосредоточился почти исключительно на детской литературе, сотрудничал с радио Коминтерна и журналом «Октомбрие» (Октябрь), где опубликовал повести для детей, пьесу «Căpşuna roşie» и переводы из А. С. Пушкина, М. Ю. Лермонтова и П. Д. Маркиша.
Арестован 26 июня 1941 года и этапирован в Иркутск. 15 июля 1942 года осуждён на 10 лет исправительно-трудовых лагерей как участник «антисоветской группы журналистов», 25 июля отправлен в Тайшет, где умер 23 февраля следующего года.

## Книги
- Stele sub nori. — Бухарест: Atelierele «Adevărul», 1927.
- Cartea noastră: Povestiri în proză şi versuri pentru copii (совместно с P. Crihan). — Кишинёв, 1934.

## Переводы
- Abraham Reisen. Banii de iarmaroc. — Бухарест, 1919.
- Heinrich Mann. Inima. — Бухарест, 1925.
- Franz Wedekind. Seducătorul. — Бухарест, 1925.
- Hans Heinz Ewers. Păianjenul. Сборник переводов иностранной прозы в серии «Biblioteca Dimineaţa». — Бухарест: Adevărul, 1928.
- Rabindranath Tagore. Mama şi copilul. — Кишинёв, 1933.
- Rabindranath Tagore. Lumina în creştere. — Кишинёв, 1934.